# Pontevedra (provins)
Pontevedra er en provins på kysten af Atlanterhavet i det  nordvestlige  Spanien, i den sydvestlige del af den autonome region Galicien. Den grænser til provinserne A Coruña, Lugo og Ourense og til Portugal.
Provinsen har tæt ved en million indbyggere. Omkring  8 % af disse bor i provinshovedstaden Pontevedra, som dog ikke er den største by, – det er Vigo med omkring 290.000 indbyggere. Provinsen har 62 kommuner og dækker et område på 4.495 km².